# Péronville
Péronville település Franciaországban, Eure-et-Loir megyében. Lakosainak száma 260 fő (2022. január 1.). Péronville Varize, Villampuy, La Chapelle-Onzerain, Villamblain, Villeneuve-sur-Conie, Guillonville és Bazoches-en-Dunois községekkel határos.

## Népesség
A település népességének változása:
| Lakosok száma | 381  | 244  | 228  | 293  | 271  | 264  | 268  | 269  | 269  | 260  |
|               | 1968 | 1982 | 1990 | 2006 | 2013 | 2015 | 2017 | 2019 | 2020 | 2022 |